# Кочу, Михаил Григорьевич
Михаил Григорьевич Кочу — молдавский советский хозяйственный, государственный и политический деятель, Герой Социалистического Труда.

## Биография
Родился в 1918 году в селе Лека. Член КПСС с 1953 года.
Участник Великой Отечественной войны. С 1947 года — на хозяйственной, общественной и политической работе. В 1947—1982 гг. — тракторист, механизатор-полевод, комбайнёр объединения механизации и электрификации сельскохозяйственного производства Кантемирского районного совета колхозов Молдавской ССР.
Указом Президиума Верховного Совета СССР от 10 марта 1978 года присвоено звание Героя Социалистического Труда с вручением ордена Ленина и золотой медали «Серп и Молот».
Умер 13 декабря 1986 года.